# ÖFB-Cup

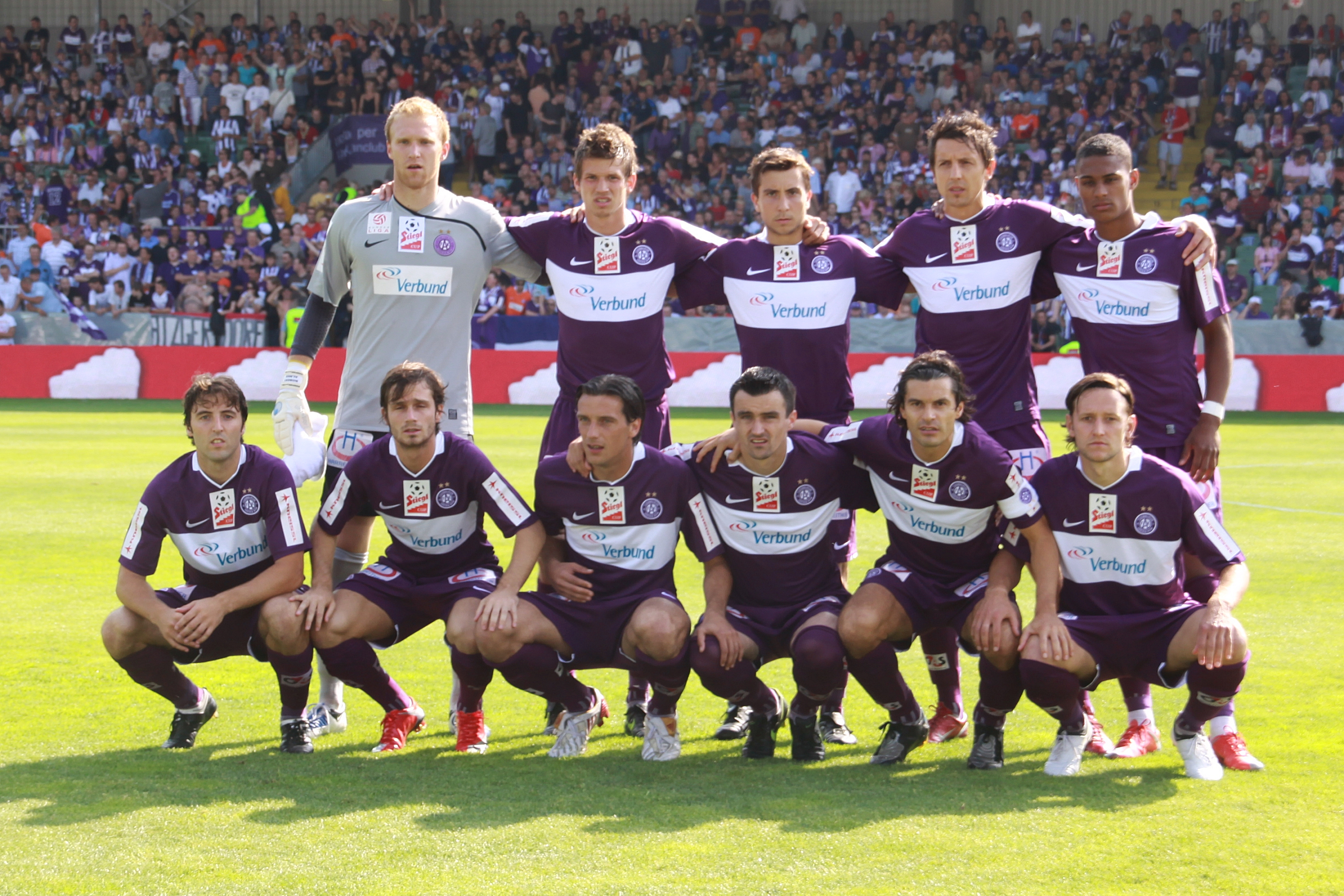
Sestava FK Austria Wien, vítěze z roku 2009.

ÖFB-Cup či též Rakouský pohár, plným názvem Cup des Österreichischen Fußball-Bundes je nejvyšší rakouskou pohárovou soutěží v kopané, z níž rakouské kluby postupují do Evropské ligy (dříve do Poháru vítězů pohárů). Pohár byl založen roku 1919 (resp. 1918). Stejně jako jiné národní poháry i rakouský nesl názvy sponzorů. V letech 2004–2010 se jmenoval Stiegl Cup podle pivovaru Stieglbrauerei zu Salzburg. Od roku 2011 je novým sponzorem společnost Samsung, pohár se oficiálně jmenuje Samsung Cup.
Nejúspěšnějším týmem je k roku 2020 s 27 prvenstvími klub FK Austria Vídeň. Aktuálním vítězem z roku 2024 je Wolfsberger AC.

## Přehled finálových utkání
Pozn.: vítěz označen tučně

Zdroj:
- 1918/1919: SK Rapid Vídeň 3:0 Wiener Sport-Club
- 1919/1920: SK Rapid Vídeň 5:2 Amateur-SV
- 1920/1921: Amateur-SV 2:1 Wiener Sport-Club
- 1921/1922: Wiener AF 2:1 Amateur-SV
- 1922/1923: Wiener Sport-Club  3:1 SC Wacker Wien
- 1923/1924: Amateur-SV 8:6 SK Slovan Wien
- 1923/1924: Amateur-SV 3:1 First Vienna FC 1894
- 1925/1926: Amateur-SV 4:3 First Vienna FC 1894
- 1926/1927: SK Rapid Vídeň 3:0 FK Austria Vídeň
- 1927/1928: SK Admira Wien 2:1 Wiener AC
- 1928/1929: First Vienna FC 1894 3:2 SK Rapid Vídeň
- 1929/1930:  First Vienna FC 1894 1:0 FK Austria Vídeň
- 1930/1931: Wiener AC (hráno ligovým systémem)
- 1931/1932: SK Admira Wien 6:1 Wiener AC
- 1932/1933: FK Austria Vídeň 1:0 Brigittenauer AC
- 1933/1934: SK Admira Wien 8:0 SK Rapid Vídeň
- 1934/1935: FK Austria Vídeň 5:1 Wiener AC
- 1935/1936: FK Austria Vídeň 3:0 First Vienna FC 1894
- 1936/1937: First Vienna FC 1894 2:0 Wiener Sport-Club
- 1937/1938: WAC Schwarz-Rot 1:0 Wiener Sport-Club
- 1939–1945: rakouské kluby po anšlusu Rakouska nacistickým Německem působily v DFB-Pokalu
- 1945/1946: SK Rapid Vídeň 2:1 First Vienna FC 1894
- 1946/1947: SC Wacker Wien 4:3 FK Austria Vídeň
- 1947/1948: FK Austria Vídeň 2:0 SK Sturm Graz
- 1948/1949: FK Austria Vídeň 5:2 Vorwärts Steyr
- 1950–1958: nehrálo se
- 1958/1959: Wiener AC 2:0 SK Rapid Vídeň
- 1959/1960: FK Austria Vídeň 4:2 SK Rapid Vídeň
- 1960/1961: SK Rapid Vídeň 3:1 First Vienna FC 1894
- 1961/1962: FK Austria Vídeň 4:1 Grazer AK
- 1962/1963: FK Austria Vídeň 1:0 LASK Linz
- 1963/1964: SK Admira Wien 1:0 FK Austria Vídeň
- 1964/1965: LASK Linz 1:1, 1:0 Wiener Neustadt
- 1965/1966: SK Admira Wien 1:0 SK Rapid Vídeň
- 1966/1967: FK Austria Vídeň 1:2, 1:0 LASK Linz
- 1967/1968: SK Rapid Vídeň 2:0 Grazer AK
- 1968/1969: SK Rapid Vídeň 2:1 Wiener Sport-Club
- 1969/1970: FC Wacker Innsbruck 1-0 LASK Linz
- 1970/1971: FK Austria Vídeň 2:1 SK Rapid Vídeň
- 1971/1972: SK Rapid Vídeň 1:2, 3:1 Wiener Sport-Club
- 1972/1973: FC Wacker Innsbruck 1:0, 1:2 SK Rapid Vídeň
- 1973/1974: FK Austria Vídeň 2:1, 1:1 Austria Salzburg
- 1974/1975: FC Wacker Innsbruck 3:0, 0:2 SK Sturm Graz
- 1975/1976: SK Rapid Vídeň 1:0, 1:2 FC Wacker Innsbruck
- 1976/1977: FK Austria Vídeň 1:0, 3:0 Wiener Sport-Club
- 1977/1978: FC Wacker Innsbruck 1:1, 2:1 SK VÖEST Linz
- 1978/1979: FC Wacker Innsbruck 1:0, 1:1 FC Admira/Wacker
- 1979/1980: FK Austria Vídeň 0:1, 2:0 Austria Salzburg
- 1980/1981: Grazer AK 0:1, 2:0 Austria Salzburg
- 1981/1982: FK Austria Vídeň 1:0, 3:1 FC Wacker Innsbruck
- 1982/1983: SK Rapid Vídeň 3:0, 5:0 FC Wacker Innsbruck
- 1983/1984: SK Rapid Vídeň 1:3, 2:0 FK Austria Vídeň
- 1984/1985: SK Rapid Vídeň 3:3 FK Austria Vídeň (rozhodoval penaltový rozstřel: 6:5)
- 1985/1986: FK Austria Vídeň 6:4 SK Rapid Vídeň
- 1986/1987: SK Rapid Vídeň 2:0, 2:2 FC Swarovski Tirol
- 1987/1988: Kremser SC 2:0, 1:3 FC Tirol Innsbruck
- 1988/1989: FC Swarovski Tirol 0:2, 6:2 FC Admira/Wacker
- 1989/1990: FK Austria Vídeň 3:1 SK Rapid Vídeň
- 1990/1991: SV Stockerau 2:1 SK Rapid Vídeň
- 1991/1992: FK Austria Vídeň 1:0 FC Admira/Wacker
- 1992/1993: FC Wacker Innsbruck 3:1 SK Rapid Vídeň
- 1993/1994: FK Austria Vídeň 4:0 FC Linz
- 1994/1995: SK Rapid Vídeň 1:0 DSV Leoben
- 1995/1996: SK Sturm Graz 3:1 FC Admira/Wacker
- 1996/1997: SK Sturm Graz 2:1 First Vienna FC 1894
- 1997/1998: SV Ried 3:1 SK Sturm Graz
- 1998/1999: SK Sturm Graz 1:1 LASK Linz (rozhodl penaltový rozstřel: 4:2)
- 1999/2000: Grazer AK 2:2 SV Austria Salzburg (rozhodl penaltový rozstřel: 4:3)
- 2000/2001: FC Kärnten 2:1 FC Tirol Innsbruck
- 2001/2002: Grazer AK 3:2 SK Sturm Graz
- 2002/2003: FK Austria Vídeň 3:0 FC Kärnten
- 2003/2004: Grazer AK 3:3 FK Austria Vídeň (rozhodl penaltový rozstřel: 5:4)
- 2004/2005: FK Austria Vídeň 3:1 SK Rapid Vídeň
- 2005/2006: FK Austria Vídeň 3:0 SV Mattersburg
- 2006/2007: FK Austria Vídeň 2:1 SV Mattersburg
- 2007/2008: SV Horn 2:1 SV Feldkirchen (hrály pouze amatérské týmy kvůli rakouskému spolupořadatelství EURA 2008)
- 2008/2009: FK Austria Vídeň 3:1 FC Admira Wacker Mödling
- 2009/2010: SK Sturm Graz 1:0 SC Wiener Neustadt
- 2010/2011: SV Ried 2:0 SC Austria Lustenau
- 2011/2012: FC Red Bull Salzburg 3:0 SV Ried
- 2012/2013: ASKÖ Pasching 1:0 FK Austria Vídeň [2]
- 2013/2014: FC Red Bull Salzburg 4:2 SKN St. Pölten
- 2014/2015: FC Red Bull Salzburg 2:0 PP FK Austria Vídeň
- 2015/2016: FC Red Bull Salzburg 5:0 FC Admira Wacker Mödling
- 2016/2017: FC Red Bull Salzburg 2:1 SK Rapid Vídeň
- 2017/2018: SK Sturm Graz 1:0 PP FC Red Bull Salzburg
- 2018/2019: FC Red Bull Salzburg 2:0 SK Rapid Vídeň
- 2019/2020: FC Red Bull Salzburg 5:0 SC Austria Lustenau
- 2020/2021: FC Red Bull Salzburg 3:0 LASK Linz
- 2021/2022: FC Red Bull Salzburg 3:0 SV Ried
- 2022/2023: SK Sturm Graz 2:0 SK Rapid Vídeň
- 2023/2024: Wolfsberger AC 1:0 TSV Hartberg